# جون كلارك (ملاكم)
جون كلارك (بالإنجليزية: John Clark)‏ مواليد 18 مايو 1849 في غالواي - الوفاة 26 يوليو 1922، كان ملاكم محترف أمريكي أيرلندي صنّف ضمن فئة الوزن الخفيف. قضى معظم طفولته في إنجلترا. كان بطلا لبطولة الولايات المتحدة في الوزن الخفيف قبل أن يخسر أمام آرثر تشامبرز.